# Piłka ręczna na Letnich Igrzyskach Olimpijskich 2020 – afrykański turniej kwalifikacyjny kobiet
Afrykańskie kwalifikacje do olimpijskiego turnieju piłki ręcznej 2020 miały na celu wyłonienie żeńskiej reprezentacji narodowej w piłce ręcznej, która wystąpi w tym turnieju jako przedstawiciel Afryki.
Początkowo turniej miał odbyć się w dniach 26–29 września 2019 roku w Dakarze z udziałem czterech drużyn rywalizujących systemem kołowym, jednak dzień przed jego rozpoczęciem wycofał się Kamerun, co wymusiło zmianę w harmonogramie rozgrywek.
Niepokonana okazała się reprezentacja Angoli, która tym samym zyskała awans na LIO 2020.
| 26 września 201918:00 | Angola | 29:21(19:12) | Demokratyczna Republika Konga | Dakar Arena, Dakar |
| 26 września 201918:00 |        | 29:21(19:12) |                               | Dakar Arena, Dakar |

| 27 września 201918:00 | Demokratyczna Republika Konga | 18:29(8:11) | Senegal | Dakar Arena, Dakar |
| 27 września 201918:00 |                               | 18:29(8:11) |         | Dakar Arena, Dakar |

| 29 września 201918:00 | Senegal | 14:22(6:12) | Angola | Dakar Arena, Dakar |
| 29 września 201918:00 |         | 14:22(6:12) |        | Dakar Arena, Dakar |